# Tetrasiphon jamaicensis
Tetrasiphon jamaicensis là một loài thực vật thuộc họ Celastraceae. Đây là loài đặc hữu của Jamaica. Chúng hiện đang bị đe dọa vì mất môi trường sống.